# Biological Psychiatry
Biological Psychiatry ist eine peer-reviewte wissenschaftliche Fachzeitschrift, in der Forschungsarbeiten zur Schizophrenie veröffentlicht werden. Es erscheint zweiwöchentlich und wird seit 1985 vom Verlag Elsevier im Auftrag der Society of Biological Psychiatry herausgegeben. In dem Journal werden Forschungsarbeiten zu einem breiten Feld der neuropsychiatrischen Erkrankungen veröffentlicht. Jedes Jahr erscheint ein Abstract mit den Beiträgen des Treffens der Gesellschaft für biologische Psychiatrie. Die Gründung erfolgte im Jahr 1959 als Recent Advances in Biological Psychiatry. Im Jahre 1969 wurde die Zeitschrift umbenannt. Der Gründungsredakteur war Joseph Wortis. Er leitete das Journal bis ins Jahr 1992. Die aktuelle Leitung liegt bei John H. Krystal von der Yale University School of Medicine. BP wird von über 10 Indexdiensten indexiert. Gemäß den Journal Citation Reports betrug der Impact Factor der Zeitschrift im Jahre 2020 12,095, was einem Ranking auf Platz 1 von 155 Zeitschriften in der Kategorie „Psychiatry“ entspricht.